# Armgard Stenzel
Armgard Stenzel (* 25. August 1937 in Kostebrau) ist eine deutsche Emailleurin und Schmuckgestalterin.

## Leben und Werk
Armgard Stenzel studierte von 1955 bis 1960 bei Lili Schultz und Karl Müller in der Fachrichtung Metall/Email des Instituts für künstlerische Werkgestaltung Burg Giebichenstein bzw. (ab 1958) der Hochschule für Industrielle Formgestaltung Halle – Burg Giebichenstein. Daneben machte sie von 1958 bis 1959 eine Lehrausbildung als Emailleurin und arbeitete danach als Gestalterin für Serienschmuck. Von 1966 bis 1977 leitete sie als Designerin die Entwicklungsabteilung des VEB Gablona Schmuckwaren in Neuheim, der vor allem Silber- und Modeschmuck produzierte. Von 1977 bis 1992 arbeitete sie zusammen mit ihrem Mann Manfred Stenzel als freischaffende Kunsthandwerkerin für Schmuck- und Email-Gestaltung in Luckenwalde. Sie ist eine der letzten zeitgenössischen Email-Künstlerinnen.
Von 1992 bis 1999 war sie Sachgebietsleiterin für Kulturförderung im Kulturamt der Verwaltung des Landkreises Teltow-Fläming. Danach arbeitete sie wieder freischaffend in Luckenwalde, von wo sie dann mit ihrem Mann nach Dresden zog.
Armgard Stenzel war bis 1990 Mitglied des Verbandes Bildender Künstler der DDR.
Arbeiten Armgard Stenzels befinden sich u. a. im Kunstgewerbemuseum Berlin und im Grassi Museum für Angewandte Kunst in Leipzig.
Der Sohn Armgard und Manfred Stenzels, Eric Stenzel, ist Diplom-Restaurator.

## Rezeption
„Das Arbeiten in Email veranlasst Armgard Stenzel immer wieder zum Ausprobieren interessanter ästhetischer Wirkungen. Besonderen Reiz bietet die Applikationstechnik, mit der sie in der Korrespondenz von Email und Feinsilber Steigerungen erreicht, die ihren Schönheitssinn voll zu Ausdruck bringen.“

## Ausstellungen (unvollständig)

### Einzelausstellungen
- 1982: Berlin, Studio-Galerie des Staatlichen Kunsthandels (mit Manfred Stenzel und Ute Brade)
- 1983: Berlin, Galerie Skarabäus (mit Manfred Stenzel)
- 1990: Dresden, Galerie Comenius (Verkaufsausstellung mit Heidemarie Dreßel, Gerhild Freese, Gabriele Putz, Annerose Schulze und Monika Winkler)
- 2004: Berlin, Galerie Packschuppen (mit Manfred Stenzel)
- 2010: Bestensee, Rathaus („Metallbilder-Objekte und Schmuck“)
- 2014 und 2020: Rostock-Warnemünde, Galerie Möller (mit Manfred Stenzel)

### Ausstellungsbeteiligungen
- 1976: Cottbus („Kunsthandwerk in den Bezirken Potsdam, Cottbus und Frankfurt/Oder“)
- 1981 und 1986/1987: Halle/Saale, Staatliche Galerie Moritzburg („Metallgestaltung in der DDR“)
- 1982: Erfurt („Unedler Schmuck“)
- 1982/1983 und 1987/1988: Dresden, IX. und X. Kunstausstellung der DDR
- 1984: Erfurt, Galerie am Fischmarkt („Schmuck und Glas“)
- 1988: Erfurt („3. Schmucksymposium“)
- 1991: Köln, Museum für Angewandte Kunst („email jetzt!“)